# Диоцез Египет
Диоцез Египет (лат. Dioecesis Aegypti; греч. Διοίκησις Αἰγύπτου) — диоцез поздней Римской империи и Восточной Римской империи, включавший в себя провинции Египет и Киренаика. Столица располагалась в Александрии, её губернатор имел уникальный титул praefectus augustalis («Augustal Prefect», ранг vir spectabilis; ранее был губернатором имперской «коронной области» провинции Египет) вместо обычного викария. Первоначально епархия входила в состав Восточной епархии, но ок. 380 г. он стал отдельным образованием, которое просуществовало до тех пор, пока его территории не были захвачены мусульманским завоеванием Египта в 640-х гг..

## Административная история
Около 381 года Египет был выделен в отдельный диоцез. Согласно Notitia Dignitatum, публикации которой для восточной части римской империи начинаются от 401 г., перешла под управление викария преторианской префектуры Востока с титулом префекта августалиса и включала шесть провинций:

Диоцез Египет в 500 г.

- Египет (западная дельта Нила), была основана в начале IV в. как Aegyptus Iovia, управлялась президом. Территория Нижнего Египта с центром в Александрии; бывшая провинция Aegyptus Iovia.
- Августамника (восточная дельта Нила), была основана в начале IV в. как Aegyptus Herculia, управлялась корректором. Восточная часть дельты Нила (т. н. 13 городов) с центром в Мемфисе; бывшая провинция Aegyptus Herculia.
- Аркадия (центральная дельта Нила), основана ок. 397 г., в 320-х годах упоминалась как Aegyptus Mercuria, управлялась президом. Территория между Фиваидой и Египтом
- Фиваида (южная дельта Нила), управлялась президом. Верхний Египет; Нубия южнее Фив была покинута
- Верхняя Ливия или Libya Sicca, управлялась президом. Западная часть Киренаики, включая ливийский Пентаполь.
- Нижняя Ливия или Pentapolis, управлялась президом. Восточная часть Киренаики.

Параллельно с гражданской администрацией римская армия в Египте была подчинена единому генералу и военному губернатору, именовавшемуся дуксом (dux Aegypti et Thebaidos utrarumque Livingrum) в эпоху Тетрархии. Вскоре после создания Египта как отдельного диоцеза (между 384 и 391) пост превратился в comes limitis Aegypti, который непосредственно отвечал за Нижний Египет, в то время как подчиненный dux Thebaidis отвечал за Верхний Египет (Фиваиду). Однако в середине V века последний также был возведен в сан комита (comes Thebaici limitis). Два офицера отвечали за дислоцированные в провинции войска лимитанов, в то время как до времен Анастасия I полевая армия комитатов находилась под командованием magister militum per Orientem, а гвардия палатинов под командованием двух магистров militum praesentales в Константинополе.
Эта тенденция к объединению гражданской и военной власти была формализована Юстинианом I в его реформе египетской администрации 539 года. Епархия была фактически упразднена, и учреждены региональные дукаты, в которых председательствующий dux et augustalis был поставлен над объединённой гражданской и военной властью.
- dux et augustalis Aegypti, управлял Aegyptus I и Aegyptus II
- dux et augustalis Thebaidis, управлял Thebais superior и Thebais inferior
- Augustamnica I and Augustamnica II вероятно, также были помещены под власть единого dux et augustalis
- в двух ливийских провинциях гражданские губернаторы подчинялись соответствующим дуксам dux
- Arcadia оставалась под властью президов, которые вероятно подчинялись dux et augustalis Thebaidos. Dux et augustalis Arcadiae не появляется до персидской оккупации Египта 619—629 гг.

## Praefecti Augustaliiдиоцеза
Данные взяты из Prosopography of the Later Roman Empire (кроме Феогноста):
- Флавий Евтолмий Татиан (367—370)
- Олимпий Палладий (370—371)
- Элий Палладий (371—374)
- Публий (ок. 376)
- Бассиан (рк. 379)
- Адриан (рк. 379)
- Юлиан (рк. 380)
- Антонин (381—382)
- Палладий (382)
- Ипатий (383)
- Оптатус (384)
- Фиорентий (384—386)
- Паулин (386—387)
- Евсевий (387)
- Флавий Ульпий Эритрий (388)
- Александр (388—390)
- Евагрий (391)
- Ипатий (392)
- Потамий (392)
- Орест (415)
- Феогност (ок. 482)[7]
- Либерий (c. 539—542)